# L’Esquirol
L’Esquirol település Spanyolországban, Barcelona tartományban. Lakosainak száma 2277 fő (2024).

## Földrajza
L’Esquirol Sant Pere de Torelló, La Vall d’en Bas, Rupit i Pruit, Tavertet, Les Masies de Roda, Manlleu és Torelló községekkel határos.

## Testvértelepülések
- San Juan de Limay

## Népesség
A település lakosságának változását az alábbi diagram mutatja:
| Lakosok száma | 1040 | 1435 | 2397 | 2165 | 1964 | 2199 | 2293 | 2188 | 2181 | 2277 |
|               | 1717 | 1887 | 1936 | 1960 | 1986 | 2004 | 2009 | 2014 | 2019 | 2024 |